# Kengatte, Honnali
Kengatte là một làng thuộc tehsil Honnali, huyện Davanagere, bang Karnataka, Ấn Độ.